# Russische Orthodoxe Armee
Die Russische Orthodoxe Armee war eine im Mai 2014 entstandene, separatistische bewaffnete Gruppe in der Ostukraine. Sie kämpfte während des Russisch-Ukrainischen Kriegs auf der Seite der prorussischen Volksmiliz gegen die Ukraine. Im September 2014 ging die ROA in der fünften separaten Infanteriebrigade „Bollwerk“ der Volksrepublik Donezk auf.

## Geschichte
Pawlo Hubarjew behauptete, anfangs über die faktische Kontrolle der Einheit verfügt zu haben. Als weitere Kommandeure gelten der russische Staatsbürger Igor Girkin, bei dem es sich nach ukrainischen Angaben um einen Agenten des russischen Militärgeheimdienstes GRU handelt, sowie Dmitri Bojzow.
Nach Angaben des Kommandeurs Michail Werin sind 20 Prozent der höhergestellten Angehörigen der Miliz Russen, während der Rest lokale Einwohner seien. Nach seinen Aussagen unterteilt sich die Miliz in verschiedene Einheiten. Einige davon spezialisieren sich auf die Besetzung von Regierungsgebäuden, während es sich bei anderen um Scharfschützen oder Verteidigungseinheiten handelt.
Im September 2014 schloss sich die Russische Orthodoxe Armee der fünften separaten Infanterie-Brigade „Bollwerk“ an.

## Verhältnis zur „Russischen Nationalen Einheit“
Der Historiker Nikolai Mitrochin schreibt, dass die Russische Orthodoxe Armee von der Neonazi-Organisation Russische Nationale Einheit organisiert worden sei. Er weist darauf hin, dass die ROA laut Aussage des prorussischen Wortführers Pawlo Hubarjew de facto unter dessen Kontrolle gestanden habe. Hubarjew war in seiner Jugend ein Mitglied der Russischen Nationalen Einheit. Laut einer vom ukrainischen Geheimdienst SBU veröffentlichten Audioaufnahme soll der Anführer der Russischen Nationalen Einheit, Alexander Barkaschow, persönlich Anweisungen an den ROA-Kommandeur Dmitri Bojzow übermittelt haben, was die Historikerin und Politikwissenschaftlerin Marlène Laruelle jedoch bestreitet. Die Tatsache, dass RNE-Gründer Barkaschow Aktionen der Aufständischen auf seiner Facebook-Seite gefeiert habe, bedeute nicht, dass diese Befehle von ihm entgegengenommen hätten.

## Menschenrechtsverletzungen
Die Einheit war aktiv an der Verfolgung von Protestanten, Katholiken und anderen Nicht-Orthodoxen beteiligt.
Im Juli 2014 entführten Angehörige der Russischen Orthodoxen Armee in Donezk den griechisch-katholischen Priester Tychon Kulbaka. Berichten zufolge setzten seine Entführer ihn wiederholt Scheinexekutionen aus, nahmen ihm seine Medikamente weg und drohten ihm mit einem „langsamen Tod“, wenn er sich nicht der russisch-orthodoxen Kirche anschließe.